# Temporada de furacões no Atlântico de 1865
A temporada de furacões no Atlântico de 1865 incluiu dois furacões, um deles causando mais de 325 mortes. A primeira tempestade foi relatada em 30 de maio por navios no oeste do Caribe. Um mês depois, uma tempestade atingiu o sul do Texas e, no final de agosto, uma tempestade atingiu o litoral das Carolinas. A quarta tempestade da temporada também foi a mais duradoura, formando-se a leste das Pequenas Antilhas antes de atingir Guadalupe e finalmente chegar à costa da Louisiana. Em ambos os seus principais landfalls, a tempestade deixou muitas casas destruídas. Houve confusão se a quinta tempestade da temporada foi ou não separada da quarta tempestade, já que ambos os sistemas atingiram a Louisiana em setembro. Outro furacão ocorreu no final de setembro, antes que a tempestade final da temporada se desenvolvesse ao norte do Panamá. O furacão final atingiu Cuba e Key West, Flórida, antes de se dissipar ao norte das Bermudas em 25 de outubro.
Ao mesmo tempo, um pesquisador de furacões identificou uma tempestade tropical sobre Cuba no final de agosto, embora não houvesse evidências de que a tempestade realmente existisse. Houve também um relato de um furacão sobre a Louisiana em 22 de outubro, embora não se saiba se foi relacionado a outras tempestades da temporada. Pode ter havido ciclones tropicais não confirmados adicionais durante a temporada. O meteorologista Christopher Landsea estima que até seis tempestades foram perdidas no banco de dados oficial, devido ao pequeno tamanho do ciclone tropical, relatórios esparsos de navios e costas relativamente despovoadas.

## Sistemas

### Tempestade tropical Um
Em 30 de maio, uma tempestade tropical no oeste do Mar do Caribe destruiu um navio chamado "Golden Rule", que navegava de Nova York para a costa leste da Nicarágua. O navio encontrou a tempestade pela primeira vez em 29 de maio, relatando ventos fortes e chuvas fortes. Após o naufrágio, a tripulação navegou para uma ilha próxima, onde foram resgatados por dois navios dos Estados Unidos após 10 dias. Os ventos foram estimados em 97 km/h (60 mph), embora toda a trajetória da tempestade seja desconhecida, o HURDAT fez o possível para rastreá-la.

### Tempestade tropical Dois
A segunda tempestade conhecida da temporada foi relatada perto de Brownsville, Texas, em 30 de junho. Sua existência é conhecida com base em uma reportagem do jornal New Orleans Times. Os ventos foram estimados em 97 km/h (60 mph); no entanto, é uma estimativa potencialmente não confiável devido à falta de população significativa fornecendo observações. A trilha inteira da tempestade é desconhecida. É possível que uma depressão tropical noticiada pelos jornais 1 dia depois fosse igual a esta, exceto com menor intensidade e velocidade do vento.

### Tempestade tropical Três
Um navio na costa de Hatteras, na Carolina do Norte, foi danificado por uma tempestade em 20 de agosto. Outros relatórios de navios indicaram que a tempestade tropical manteve uma rota geral de nordeste ao largo da costa da Carolina do Norte. Em 22 de agosto a tempestade fez sua maior aproximação ao estado e, embora permanecendo no mar, produziu ventos de cerca de 72 km/h (45 mph) ao longo da costa. Naquela época, a tempestade atingiu ventos máximos de 110 km/h (70 mph) sobre o oceano. Em 23 de agosto, as ondas altas da tempestade deixaram a carga de um navio em um naufrágio completo. Foi observado pela última vez em 24 de agosto a sudeste de Nantucket.

### Furacão Quatro
O furacão Sabine River-Lake Calcasieu de 1865
O quarto ciclone tropical da temporada, também o mais duradouro, foi observado pela primeira vez em 6 de setembro a leste das Pequenas Antilhas. Um pequeno ciclone seguiu para o oeste e atingiu Guadalupe como um furacão totalmente desenvolvido. Muitos moradores da pequena ilha vizinha de Marie-Galante evacuaram para Guadalupe, mas alguns morreram na tentativa. Em Îles des Saintes, o furacão destruiu todos os edifícios, exceto dois. Os danos foram igualmente pesados em Basse-Terre. O número total de mortos foi estimado em 300, incluindo 36 em Marie-Galante. Depois de passar pelas Pequenas Antilhas, o furacão atravessou o Mar do Caribe, passando entre a Jamaica e o Haiti e contornando Cuba ao sul. Curvou-se para o norte no Golfo do México, movendo-se para a costa em 13 de setembro perto da fronteira entre Texas e Louisiana com uma pressão atmosférica estimada de 969 mbar (28.6 inHg).
Ao chegar à costa, o furacão produziu marés altas até o leste até a foz do rio Mississippi, além do interior até o lago Calcasieu, Louisiana. Três cidades foram destruídas, fazendo com que duas delas fossem abandonadas. Em todo o estado, foram 25 mortes, muitas delas em Leesburg. No vizinho Texas, os danos foram maiores em Orange, onde 196 casas foram destruídas das 200 na cidade. O furacão virou 19 barcos no rio Sabine, causando várias mortes. O furacão enfraqueceu sobre a Louisiana e se dissipou sobre o Arkansas em 14 de setembro. Também era conhecido como "Tempestade do Rio Sabine-Lago Calcasieu".

### Tempestade tropical Cinco
Uma tempestade tropical atingiu a costa centro-sul da Louisiana em 7 de setembro, enquanto o sistema anterior estava localizado no Caribe. A tempestade destruiu um navio, e seus ventos foram estimados em torno de 110 km/h (70 mph). A pista estava incompleta e havia a possibilidade de que a tempestade fosse erroneamente relatada como o furacão anterior.

### Furacão Seis
Em 28 de setembro, um navio encontrou um furacão a nordeste das ilhas Turks e Caicos. Os ventos do furacão se estenderam para o noroeste e ondas altas afetaram a costa sudeste dos Estados Unidos, de Charleston, Carolina do Sul, até o Cabo Hatteras. A trilha do furacão é desconhecida.

### Furacão Sete
O último ciclone tropical da temporada se formou em 18 de outubro, ao norte da costa do Panamá. A tempestade varreu a costa do país com ondas altas por vários dias, causando $ 300.000 em danos (1865 USD). Movendo-se para o norte-noroeste, a tempestade se intensificou em um furacão em 21 de outubro sobre o oeste do Caribe. Depois de virar mais para o norte, atingiu Cuba, produzindo ventos fortes que destruíram o telhado do Belen College Observatory em Havana. Na cidade, o furacão destruiu vários barcos e casas. Uma estação na ilha registrou uma pressão de 975 mbar (28,78 inHg), sugerindo ventos de cerca de 130 km/h (80 mph).
Depois de cruzar a ilha, o furacão se intensificou ainda mais sobre o estreito da Flórida até atingir Key West, Flórida, onde os ventos máximos foram estimados em torno de 169 km/h (105 mph). Sua pressão foi estimada em 969 mbar (28.6 inHg), e o furacão afundou ou levou todos os barcos até a costa no porto de Key West. A precipitação totalizou 10,000 mm (410 in) durante um período de três dias. Nas proximidades de Fort Jefferson em Dry Tortugas, o furacão destruiu um prédio e danificou vários outros, matando uma pessoa. Mais tarde, ele se moveu pelo continente da Flórida, enfraquecendo ligeiramente. É possível que este furacão tenha atravessado o Pacífico, porém os registros do Pacífico são imprecisos neste momento. Cerca de uma dúzia de navios encontraram o furacão no Atlântico ocidental, antes que a tempestade fosse observada pela última vez em 25 de outubro ao norte das Bermudas.